# Pedro Luis Lazo
Artikeln följer den spanska namnseden; faderns efternamn är Lazo och moderns efternamn Iglesias.
Pedro Luis Lazo Iglesias, född den 15 april 1973 i Pinar del Río, är en kubansk basebollspelare som tog guld för Kuba vid olympiska sommarspelen 1996 i Atlanta, och som även tog silver vid olympiska sommarspelen 2000 i Sydney, guld vid olympiska sommarspelen 2004 i Aten och silver vid olympiska sommarspelen 2008 i Peking. Han är den enda spelaren som tagit fyra medaljer i baseboll vid olympiska sommarspelen.
Lazo representerade Kuba vid World Baseball Classic 2006 och 2009. 2006, när Kuba kom tvåa i turneringen, spelade han tre matcher (en start), varav han vann en, och hade en earned run average (ERA) på 2,45 och sex strikeouts och 2009 spelade han två matcher och hade en ERA på 7,71 och sju strikeouts.